# Kulturåret 1713

## Händelser
- okänt datum – Real Academia Española grundas av markis Juan Manuel Fernández Pacheco i Spanien.

## Födda
- 11 april – Luise Adelgunde Victorie Gotsched (död 1762), tysk författare.
- 21 april – Anna Maria Hilfeling (död 1786), svensk konstnär och miniatyrmålare.
- 6 maj – Charles Batteux (död 1780), fransk filosof.
- 22 juli – Jacques-Germain Soufflot (död 1780), fransk arkitekt under nyklassicismen.
- 5 oktober – Denis Diderot (död 1784), fransk författare och filosof.
- 24 november – Laurence Sterne (död 1768), brittisk författare.
- okänt datum – Sven Bælter (död 1760), svensk teologisk författare och hovpredikant.
- okänt datum – Johan Palmberg (död 1781), svensk skådespelare,
- okänt datum – Brita Sophia De la Gardie (död 1797), svensk adelsdam som under 1730-talet var en känd amatörskådespelare.

## Avlidna
- 8 januari – Arcangelo Corelli (född 1653), italiensk kompositör och violinist.
- 9 maj – Johan Schmedeman (född 1653),  finlandssvensk skriftställare i juridik och historia samt psalmförfattare.
- 1 juni – Johan Runius (född 1679), svensk diktare.
- 14 september – Hans Georg Müller (födelseår okänt), tysk målare.
- 15 december – Carlo Maratta (född 1625), italiensk målare..
- okänt datum 1711 eller 1713 – Johan Filip Lemke (född 1631), tysk målare.